# 新潟淡麗にいがた酒の陣
新潟淡麗にいがた酒の陣（にいがたたんれいにいがたさけのじん）は、にいがた酒の陣実行委員会が主催する新潟清酒（日本酒）に関するイベントである。

## 概要
新潟県酒造組合が、設立50周年を記念して2004年に初開催。
当時の40代の若手メンバーが中心となり、「今までにない面白いことをやってほしい」という組合幹部の要望に応え、オクトーバーフェストをヒントに企画された。
初回の来場者「数千人」という実行委員会の予想を上回る、5万人が来場し、継続を望む声が多く寄せられたことから、現在も開催される。2012年には10万2千人の来場者数を記録した。
2020年・2021年大会は新型コロナウイルスの影響により中止となっていたが、2022年10月に来場者を制限するなど感染対策を講じ、「にいがた酒の陣NEXT」として3年ぶりに開催された。

## 開催実績
| 回 | 年     | 日時                     | 会場                           | 来場者数  | 備考                                      |
| -- | ------ | ------------------------ | ------------------------------ | --------- | ----------------------------------------- |
| 1  | 2004年 | 2月21日(土)、2月22日(日) | 朱鷺メッセ ウェーブ マーケット |           | 同時開催 「スローフード・スローライフ展」 |
| 2  | 2005年 | 3月19日(土)、3月20日(日) | 朱鷺メッセ ウェーブ マーケット |           | [ 5 ]                                     |
| 3  | 2006年 | 3月18日(土)、3月19日(日) | 朱鷺メッセ ウェーブ マーケット |           | [ 6 ]                                     |
| 4  | 2007年 | 3月17日(土)、3月18日(日) | 朱鷺メッセ ウェーブ マーケット |           | [ 7 ]                                     |
| 5  | 2008年 | 3月15日(土)、3月16日(日) | 朱鷺メッセ ウェーブ マーケット |           | [ 8 ]                                     |
| 6  | 2009年 | 3月14日(土)、3月15日(日) | 朱鷺メッセ ウェーブ マーケット |           | [ 9 ]                                     |
| 7  | 2010年 | 3月13日(土)、3月14日(日) | 朱鷺メッセ ウェーブ マーケット | 87,600人  | [ 10 ]                                    |
| 8  | 2011年 | 3月12日(土)、3月13日(日) | 朱鷺メッセ ウェーブ マーケット |           | 東日本大震災のため中止。                  |
| 9  | 2012年 | 3月17日(土)、3月18日(日) | 朱鷺メッセ ウェーブ マーケット | 102,000人 | [ 11 ]                                    |
| 10 | 2013年 | 3月16日(土)、3月17日(日) | 朱鷺メッセ ウェーブ マーケット | 86,125人  | [ 12 ]                                    |
| 11 | 2014年 | 3月15日(土)、3月16日(日) | 朱鷺メッセ ウェーブ マーケット | 99,825人  | [ 13 ]                                    |
| 12 | 2015年 | 3月14日(土)、3月15日(日) | 朱鷺メッセ ウェーブ マーケット | 119,975人 | [ 14 ] [ 15 ]                             |
| 13 | 2016年 | 3月12日(土)、3月13日(日) | 朱鷺メッセ ウェーブ マーケット | 122,652人 | [ 16 ]                                    |
| 14 | 2017年 | 3月11日(土)、3月12日(日) | 朱鷺メッセ ウェーブ マーケット | 130,011人 | [ 17 ]                                    |
| 15 | 2018年 | 3月10日(土)、3月11日(日) | 朱鷺メッセ ウェーブ マーケット | 141,523人 | [ 18 ]                                    |
| 16 | 2019年 | 3月9日(土)、3月10日(日)  | 朱鷺メッセ ウェーブ マーケット | 141,611人 | [ 19 ]                                    |
| 17 | 2022年 | 10月8日(土)、10月9日(日) | 万代島 多目的広場 大かま       | 3,000人   | 「にいがた酒の陣NEXT」として開催。        |